# Ragnar Fleege

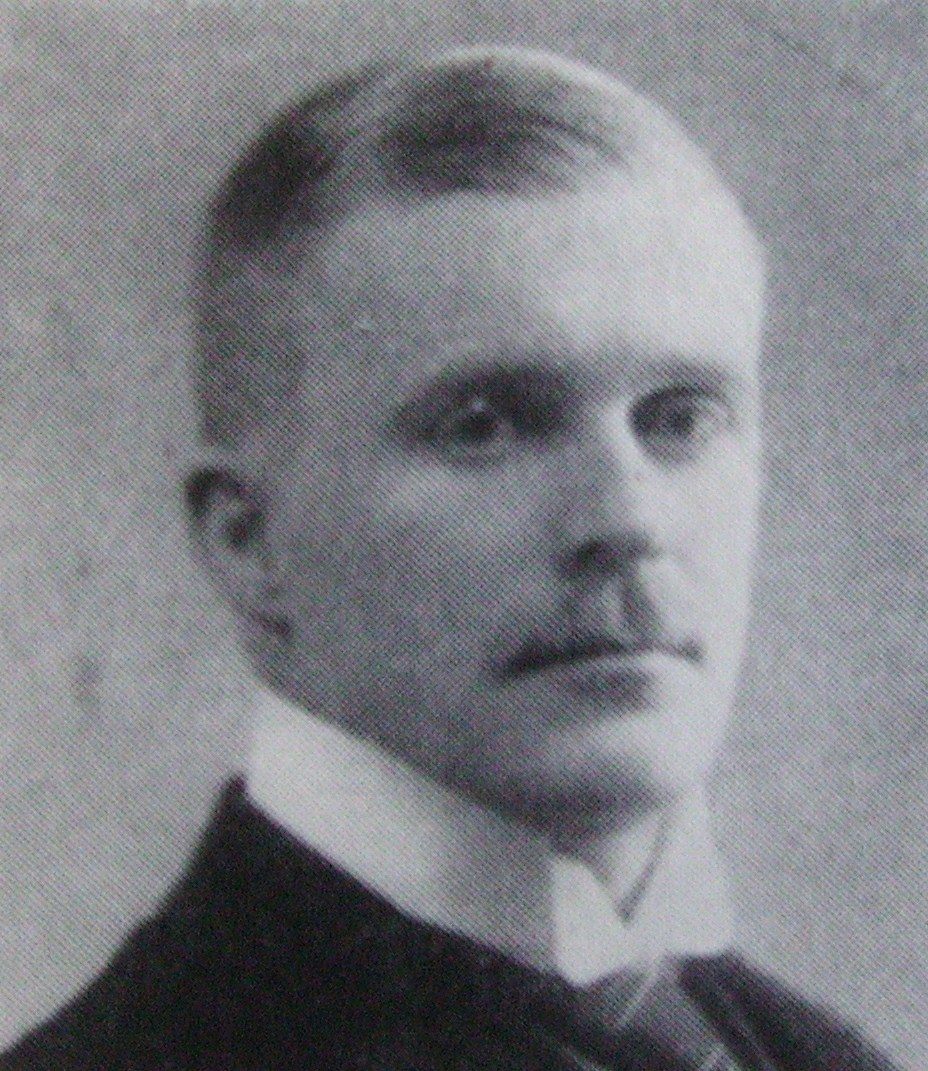
Ragnar Fleege

Ragnar August Rafael Fleege, född 23 april 1884 i Kyrkslätt, Finland, död 7 juli 1941 i Göteborg, var en finlandssvensk redaktör.
Ragnar Fleege studerade vid Svenska normallyceet i Helsingfors, på högskola i Hannover och på Högre svenska handelsinstitutet i Åbo innan han slog in på journalistbanan. Han var medarbetare vid flera svenskspråkiga tidningar i Finland, som Hufvudstadsbladet, Nya Pressen, Veckobladet, Lördagen, Fyren, Veckans Krönika och Budkaflen, innan han slog sig ned på Tammerfors Aftonblad (1911–1918). Han var initiativtagare till en rikssvensk förening i Tammerfors, innan han överflyttade till Göteborg för att verka vid Allsvensk samling och vid Riksföreningen för svenskhetens bevarande i utlandet som ombudsman.
Han gifte sig 1913 med Frida Boquist (1886–1971).
De är gravsatta i Högalidskyrkans kolumbarium i Stockholm. Deras dotter var skådespelaren Barbro Fleege (1923–2009).